# Aeroportul Internațional Kurumoch
Aeroportul Internațional Kurumoch (IATA: KUF, ICAO: UWWW) este un aeroport din Samara, Samara⁠(d), Regiunea Samara, Rusia ce deservește zona Samara. Aeroportul a fost tranzitat în 2021 de 2.993.142 de pasageri. A fost deschis în 19 decembrie 1957 și numit după Serghei Koroliov.
Situat la o altitudine de 145 m, aeroportul dispune de 2 piste.

## Infrastructură

### Piste
Aeroportul dispune de 2 piste. Pista are orientarea 05/23.Pista are orientarea 15/33.